# Filmklippning

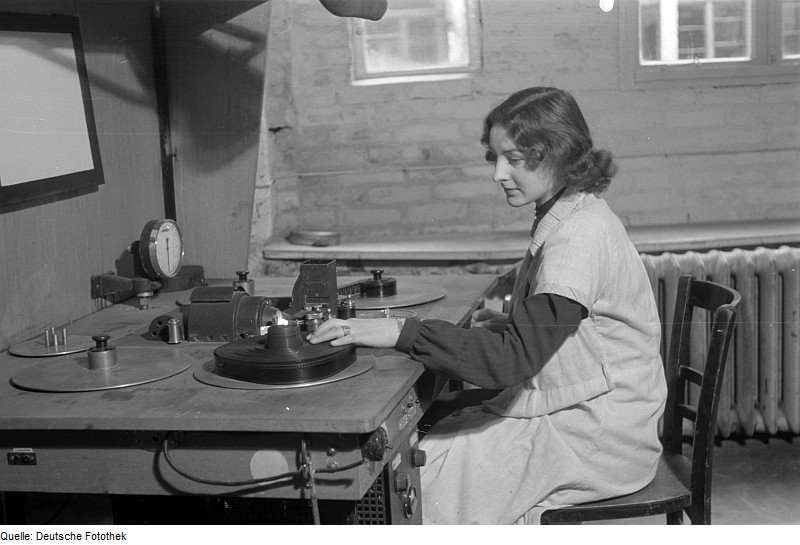
Filmklippare vid ett klippbord 1946.

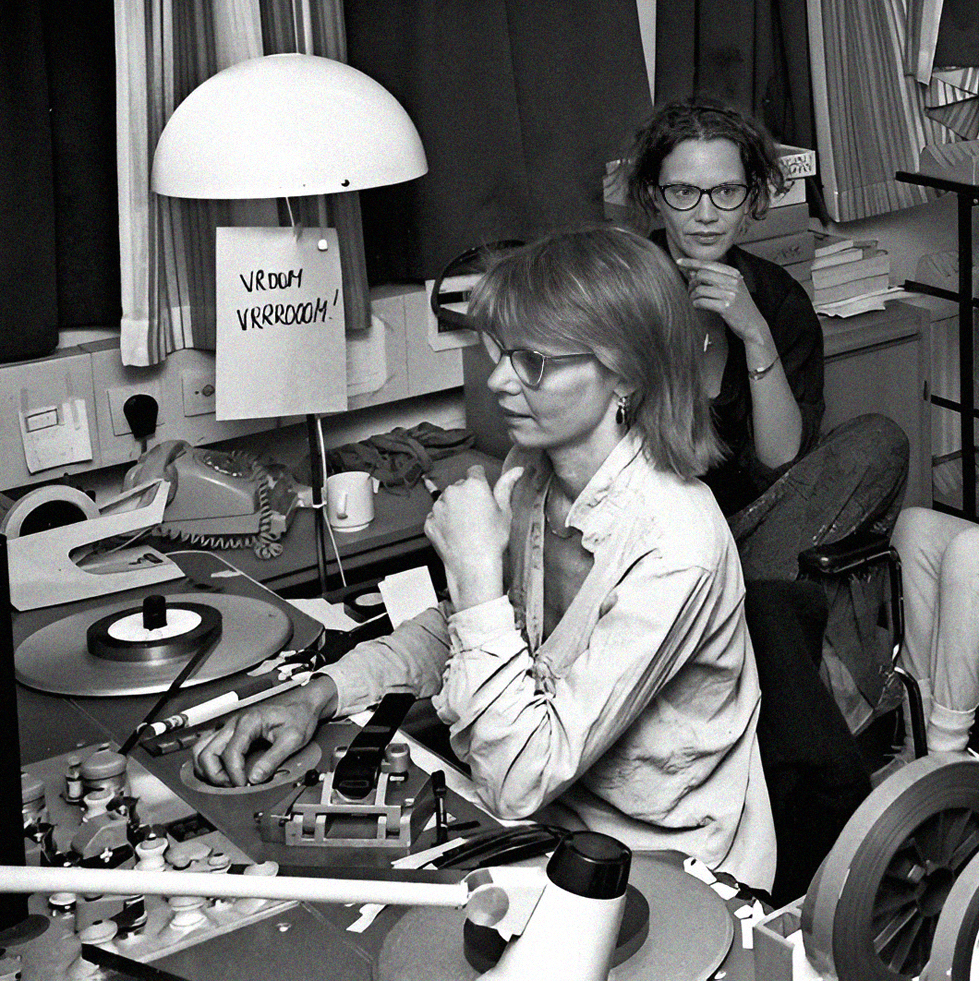
Filmklipparen Lisskulla Moltke-Hoff vid sitt klippbord 1987.

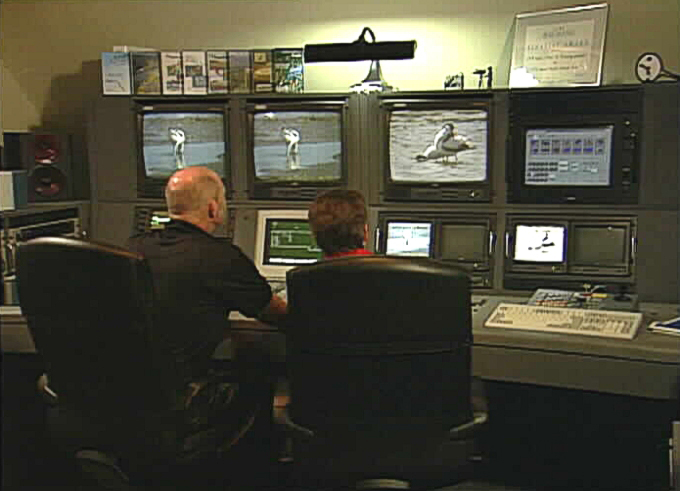
En videoredigeringsstudio 2006.

Filmklippning är att sammanställa de filmbilder och sekvenser som en färdiginspelad film består av. Filmklippningen innehåller dels en teknisk-mekanisk sida och dels en mental, emotionell och intellektuell. Den mekanisk-tekniska delen innebär att klippa och klistra i den fysiska filmremsan eller att via ett datorprogram redigera ett digitalt filmmaterial. Den mentala, känslomässiga och intellektuella delen handlar om att bestämma i vilken ordning och med vilken rytm filmscenerna ska berätta filmens historia. Detta arbete görs av en speciell filmklippare, även kallad redigerare, oftast tillsammans med filmens regissör. Det finns en traditionell uppfattning att god filmklippning ska vara så diskret att den inte märks när man tittar på filmen, men nuförtiden är det inte längre alltid så. Ett av de mest berömda exemplen på avsiktligt iögonenfallande klippning förekommer i filmen Till sista andetaget av Jean-Luc Godard.

## Filmklippare
Utbildningsprogram och kurser inom filmklippning i Sverige finns bland annat vid Stockholms konstnärliga högskola, HDK-Valand vid Göteborgs universitet, Högskolan Dalarna, Stockholms Filmskola, samt vid vissa folkhögskolor. Föreningen Sveriges Filmklippare (SFK) fungerar som yrkesorganisation för professionella filmklippare/redigerare.

## Några kända filmklippare

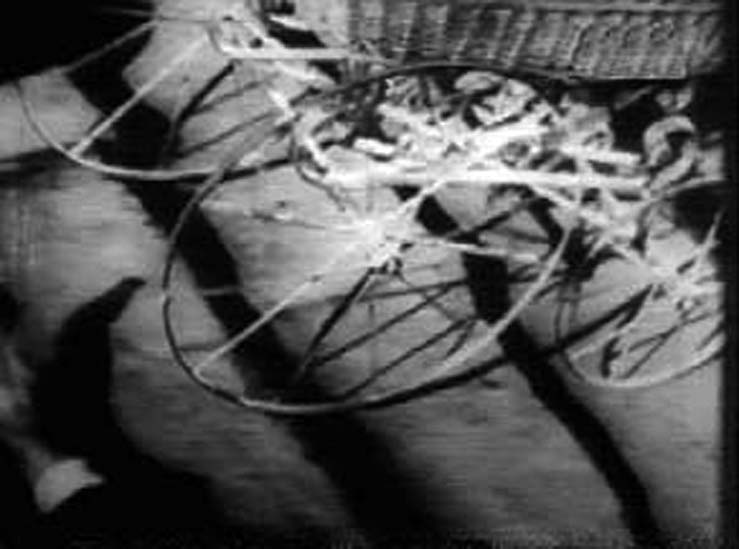
En filmruta ur Eisensteins Pansarkryssaren Potemkin, 1925: En herrelös barnvagn rullar nedför Potemkintrappan i Odessa.

Pionjärer inom filmklippning runt sekelskiftet 1900 var engelsmännen George Albert Smith och James Williamson. Deras elementära sammanställning av filmbilder utvecklades genom regissörer som D.W. Griffith (Nationens födelse 1915) till det som blev den konventionella formen för filmiskt berättande. 
I Sovjetryssland uppkom en experimentell, både agitatorisk och lekfull, filmklippning eller ”montageteknik” som utforskades av Sergej Eisenstein (Pansarkryssaren Potemkin 1925) och Dziga Vertov (Mannen med filmkameran 1929).
Flera av 1900-talets filmregissörer började sin bana som filmklippare, till exempel Hollywoodregissören Dorothy Arzner, den engelske storfilmsregissören David Lean och musikalregissören Robert Wise.
Skickliga och kreativa filmklippare har haft stor betydelse för de regissörer de samarbetat med och många av dem har fått stort anseende, bland annat Fellinis, Sergio Leones och Pasolinis klippare Nino Baragli, den flerfaldigt oscarsbelönade Walter Murch som arbetat med Francis Ford Coppola och George Lucas, samt Scorseses följeslagare Thelma Schoonmaker som fått Oscars för klippningen av Tjuren från Bronx 1981, The Aviator 2005 och The Departed 2007.

## Historia
I filmens barndom och fram till 1980-talet satt den som redigerade och hanterade arbetskopian för hand, med speciella skarvapparater och tejp, innan 1970-talet med filmcement. Materialet lämnades sedan till negativklippningen som skarvade ihop originalnegativen efter arbetskopian. Därefter såg ljussättaren till att varje scen för sig blev korrekt filtrerad innan negativet lämnades för kopiering.
Numera klipps film ofta i en dator med hjälp av ett redigeringsprogram, eller i särskilda redigeringsstationer.
Under 1980-talet blev en stil av klippning populär som kallades MTV-klippning, efter musikvideofilmkanalen där många musikvideor innehöll många snabba klipp. Denna stil är fortfarande inflytelserik inom film och TV. Kritiker menar att detta odlar bristande koncentrationsförmåga bland publiken.

## Vanliga klippövergångar
Sedan länge har regissörer och fotografer växlat mellan olika bildutsnitt (till exempel helbild, halvbild, närbild) och olika bildvinklar (till exempel grodperspektiv, subjektiv kamera). För att sammanfoga sådana tagningar finns flera olika tekniker.

### Rakt klipp

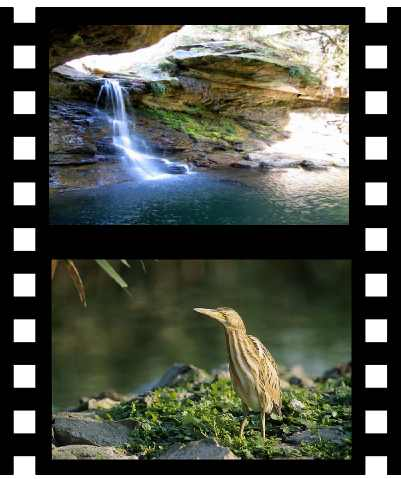
Ett rakt klipp mellan två olika tagningar.

Ett rakt klipp är när en tagning tvärt övergår i en annan, utan paus eller övertoning. Det är den vanligaste typen av klipp, eftersom den inte drar uppmärksamheten till sig och kan bland annat vara effektfullt i spänningsfilmer.

### Övertoning

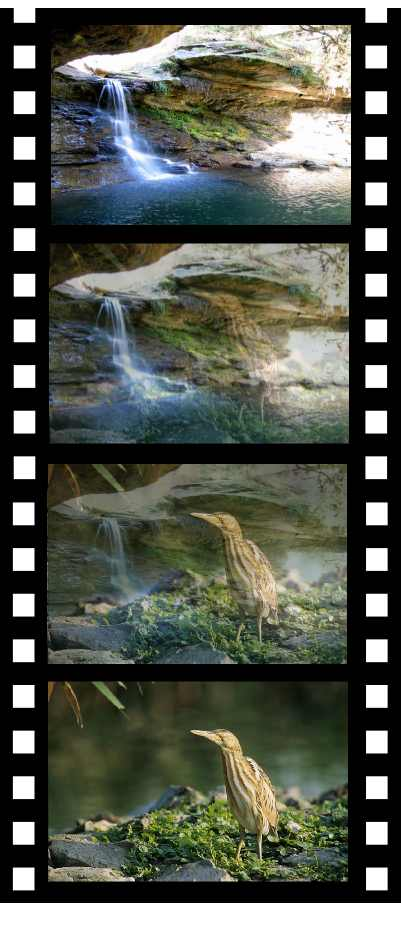
En övertoning mellan två olika tagningar.

En övertoning innebär att den ena tagningen gradvis blir svagare, medan den andra gradvis blir starkare, tills bilden har förändrats helt. Effekten är mjukare än ett vanligt klipp, och används till exempel för att göra stämningen mer romantisk. Beroende på hur lång övertoningen är kan den användas för att låta saker ske samtidigt, även om vissa redigerare i det fallet föredrar att använda split screen, där två bilder visas samtidigt bredvid varandra.
Ibland används övertoningar också för att ge en lite drömsk stämning, genom att ingen av bilderna är riktigt skarp under en period.
Den här tekniken krävde från början olika typer av halvgenomskinliga speglar. (Se även Peppers spöke.)

### Wipe

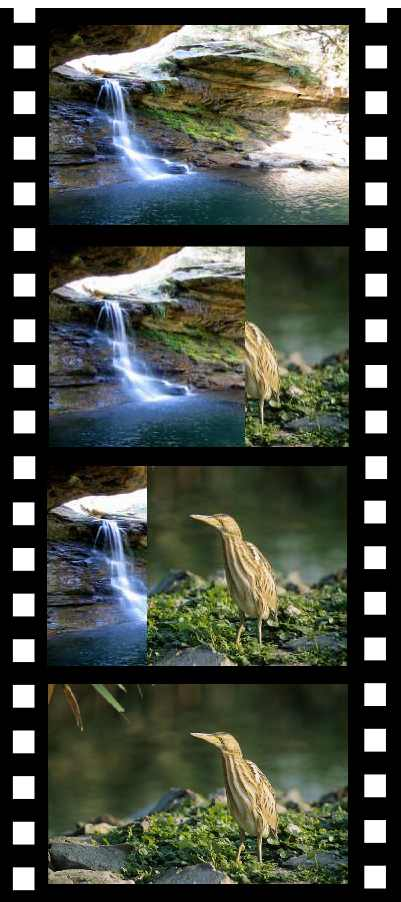
En wipe mellan två olika tagningar.

En wipe (engelska för att torka) är en teknik där den ena bilden långsamt tränger sig in från ena sidan (eller uppifrån, eller i en cirkel, etc - det finns otaliga typer av wipar) så att den till slut täcker hela bildytan. Wipar är ett sätt att bryta mot den fjärde väggen, och används kanske oftast för att ge berättelsen lite skjuts, såsom i äventyrsfilmer à la Indiana Jones.

### In- och uttoning

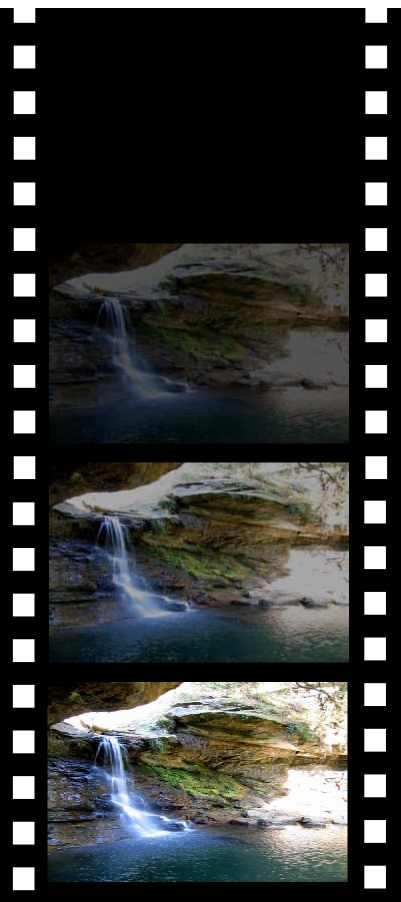
En intoning från svart.

In- och uttoningar är det absolut vanligaste sättet att börja och avsluta filmer med, eftersom det ger en mjukstart/lugn avtoning. En intoning är egentligen samma sak som en övertoning fast från helsvart bild, och uttoning är tvärtom från bild till svart. Inuti filmer används in- och uttoningar till exempel för att markera att ganska lång tid har förflutit. Det ger ett mycket lugnt tempo, och undviks därför i actionfilmer.
Ibland kallas de här metoderna även tona upp, respektive tona ner.

## Problem i tagningarna
Eftersom redigeraren är i slutet av filmproduktions-kedjan, kan han eller hon inte påverka hurdant materialet från inspelningen ser ut, och det finns ofta problem i tagningarna, alltifrån klaffel (när föremål flyttats eller förändrats mellan tagningar), till brott mot 180-gradersregeln (se nedan).
Det faller under redigerarens lott att se till så att förminska sådana problem, helst så mycket att publiken inte märker dem. I vissa fall är det omöjligt, och regissören kan då ibland kalla in skådespelarna för en extradag, men ofta använder man det material som finns tillgängligt för att slippa de utgifterna. Skickliga redigerare har flera tekniker för att lura ögat och hjärnan.

### Eye scan
En annan sådan teknik är eye scan, där redigeraren utnyttjar det faktum att det mänskliga ögat har svårt att fokusera på mer än ett ställe åt gången. Normalt försöker man vid ett klipp att lägga det som ska vara i fokus i den nya tagningen så nära det som har varit i fokus i den förra tagningen, för att undvika att publiken ska vara tvungen att leta reda på var nästa viktiga händelse finns. Genom att placera alla klaffel och andra problem vid ett klipp utanför ögats fokusområde blir det nästintill osynligt.

### 180-gradersregeln

Den här bilden visar den axel mellan två personer och den 180-gradiga område som kameran kan röra sig inom (här markerat med grönt). När man klipper från det gröna området till det röda, byter figurerna plats på bilden.

180-gradersregeln handlar om att placera kameran inom samma 180-gradersområde för att undvika att få det att se ut som om figurerna byter plats i bild. Regeln är egentligen snarare en regi-teknik, men som redigerare måste man vara väl bekant med den. Ifall regissören omedvetet har brutit mot 180-gradersregeln, till exempel genom att låta en figur gå ut åt höger och sedan låta den komma in från höger i nästa tagning, kan det som redigerare vara nödvändigt att spegelvända filmen. Det kan i sig orsaka flera klaffel, till exempel bakochframvända bokstäver, men genom eye scan och det negativa rummet går även sådana problem att göra osynliga.
Det går att bryta mot 180-gradersregeln utan att göra publiken förvirrad (även om förvirring kan vara ett mål i sig, till exempel i skräckfilmer), genom att använda en rörlig kamera som filmar medan den passerar 180-gradersaxeln. I TV-serien På spaning i New York använde man den tekniken flitigt för att undvika att klippa mellan två olika tagningar och samtidigt växla mellan bilder på de två samtalande.

## Olika klippningsversioner
Den film som lämnar redigeringen benämns editor's cut, som brukar innehålla alla inspelade scener. Under regissörens ledning bearbetas den till director's cut. Filmdistributören brukar redigera filmen till en kortare final cut för visning i biografer.